# Henrique Martins (1865)
La cañonera a vapor Henrique Martins fue un navío de la Marina del Imperio del Brasil que sirvió en la Guerra de la Triple Alianza.

## Historia
La Henrique Martins, primer y único navío en llevar ese nombre en homenaje al teniente 1° Henrique Martins, muerto en combate durante el ataque a Paysandú el 31 de diciembre de 1864, fue construida en el arsenal de Ponta da Areia, Niterói, según planos de los ingenieros capitanes tenientes Napoleão Level y Carlos Braconnot e Matos. 
Botada el 19 de agosto de 1865 fue incorporada a la escuadra imperial al mando del teniente 1° João Mendes Salgado, futuro barón de Corumbá.
Era impulsada por una máquina de vapor con una potencia de 40 HP que impulsaba dos ruedas y le permitía alcanzar una velocidad de 9 nudos. Tenía 38.05 m de eslora, 6.83 m de manga, 1.51 m de calado y 163 t de desplazamiento.
Al mando del teniente 1° Jerônimo Francisco Gonçalves se incorporó en 1866 a la escuadra en operaciones contra el Paraguay. El 23 de marzo efectuó un reconocimiento del paso de Jaguari.
Los días 25 y 26 de marzo participó del ataque a la Fortaleza de Itapirú. El día 25 el vapor de transporte Apa fue atacado por los cañones de a 68 de una chata artillada paraguaya. Durante dos horas recibió fuego enemigo hasta que fue auxiliada por el encorazado Tamandaré y la cañonera Henrique Martins. En la acción el Tamandaré sufriría 34 bajas, incluyendo la muerte de su comandante.
El 2 de abril participó de un nuevo ataque a Itapirú y el 5 de ese mes intervino en las tareas de relevamiento del paso de Itati.
El 9 de abril participó de los combates en la Isla de Cabrita y los días 16 y 17 de abril se sumó a la escuadra que protegió el Desembarco de Paso de la Patria.
El 7 de mayo participó de las tareas de reconocimiento en Laguna Pires.
El 29 de junio de 1867 transportó tropas del 2º Cuerpo del Ejército a Paso de la Patria. El 30 de junio y el 13 de julio hizo lo propio con tropas del 3° Cuerpo acantonadas en Itati al mando del general Osorio. 
El 17 de mayo de 1869 apoyó las operaciones de las tropas al mando del brigadier general José Antônio Corrêa da Câmara en Villa del Rosario.